# Манастир на Светия кръст
Манастирът на Светия кръст или Долянският манастир (на гръцки: Ιερά Μονή Τίμιου Σταυρού) е православен манастир на западните склонове на Тригия, в Пинд, Гърция. От манастира е оцеляла само манастирската църква която е уникален паметник на архитектурата. Намира се на около 1150 метра надморска височина. Църквата е многокуполна, многонишова и несиметрична като цяло, с малки прозорчета под формата на кръстове с решетки през които храмът се осветява неповторимо. Църквата притежава и невероятна акустика. Архитектурният план е базилика с купол, но оформлението му е несиметрично. 
Храмът има 12/13 купола, колкото са апостолите с Юда Искариот, последният след предателството заменен от апостол Матий. Централният купол е двоен.  Манастирът бил посветен на свети Никола.
Храмът не е изографисан подобно на всички останали в района и най-вече на манастирите в Метеора. Интериорът му е релефен с изображения на двуглави орли с ангелски глави, кръстове, разпятия, пронизването на змея от Свети Георги, Свети Константин и Елена носещи кръста, Свети Димитър.   
Манастирът отбелязва на 14 септември Въздвижение на Светия Кръст Господен и на 15 август – Успение Богородично. 